# Grace McDaniels
Grace McDaniels (17 de março de 1888 - 14 de março de 1958) foi uma estrela de Freak show conhecida como a "Mulher com cara de mula". Ela possuía uma rara deformidade facial conhecida como Síndrome de Sturge-Weber. Ela trabalhou no Harry Lewiston's Traveling Circus, onde ela era paga 175 dólares por semana.
McDaniels nasceu em uma fazenda em 1888, na pequena cidade de Numa, Iowa. Seus pais a descreveram como "aparentemente normal" e sem deformidades faciais o que veio depois de alguns anos. Desde muito pequena, ela possuía dificuldade em falar, mas passou a falar mais fluentemente com o passar dos anos. Após ganhar o prêmio de Mulher Mais Feia do Mundo em 1935, Grace passou a acompanhar o show de horrores de Harry Lewiston, viajando por todo o país e algumas partes do Canada. Embora ela se sentisse muito bem sobre sua deficiência, McDaniels nunca gostou de ser fotografada, porque sentia que a publicidade a si mesma iria mostrar uma falta de respeito.
McDaniels foi casada durante um curto período de tempo na década de 1930, ela teve um único filho, Elmer, a quem ela chamava de "meu maior tesouro". Grace foi descrita como uma mãe incrível que fazia de tudo para ver seu filho feliz. Elmer McDaniels serviu como seu empresário e os dois viajaram por diversas cidades até a sua morte em 1958. McDaniels morreu de causas naturais, em Gibsonton, Florida. Ela foi sepultada em sua cidade e seu túmulo se tornou uma marca registrada da Florida.